# (500134) 2012 CX36
(500134) 2012 CX36 es un asteroide perteneciente al cinturón de asteroides, descubierto el 12 de septiembre de 2007 por el equipo del Spacewatch desde el Observatorio Nacional de Kitt Peak, Arizona, Estados Unidos.

## Designación y nombre
Designado provisionalmente como 2012 CX36.

## Características orbitales
2012 CX36 está situado a una distancia media del Sol de 2,274 ua, pudiendo alejarse hasta 2,706 ua y acercarse hasta 1,841 ua. Su excentricidad es 0,190 y la inclinación orbital 1,565 grados. Emplea 1252,58 días en completar una órbita alrededor del Sol.

## Características físicas
La magnitud absoluta de 2012 CX36 es 18,4.